# Fontaine de Tourny

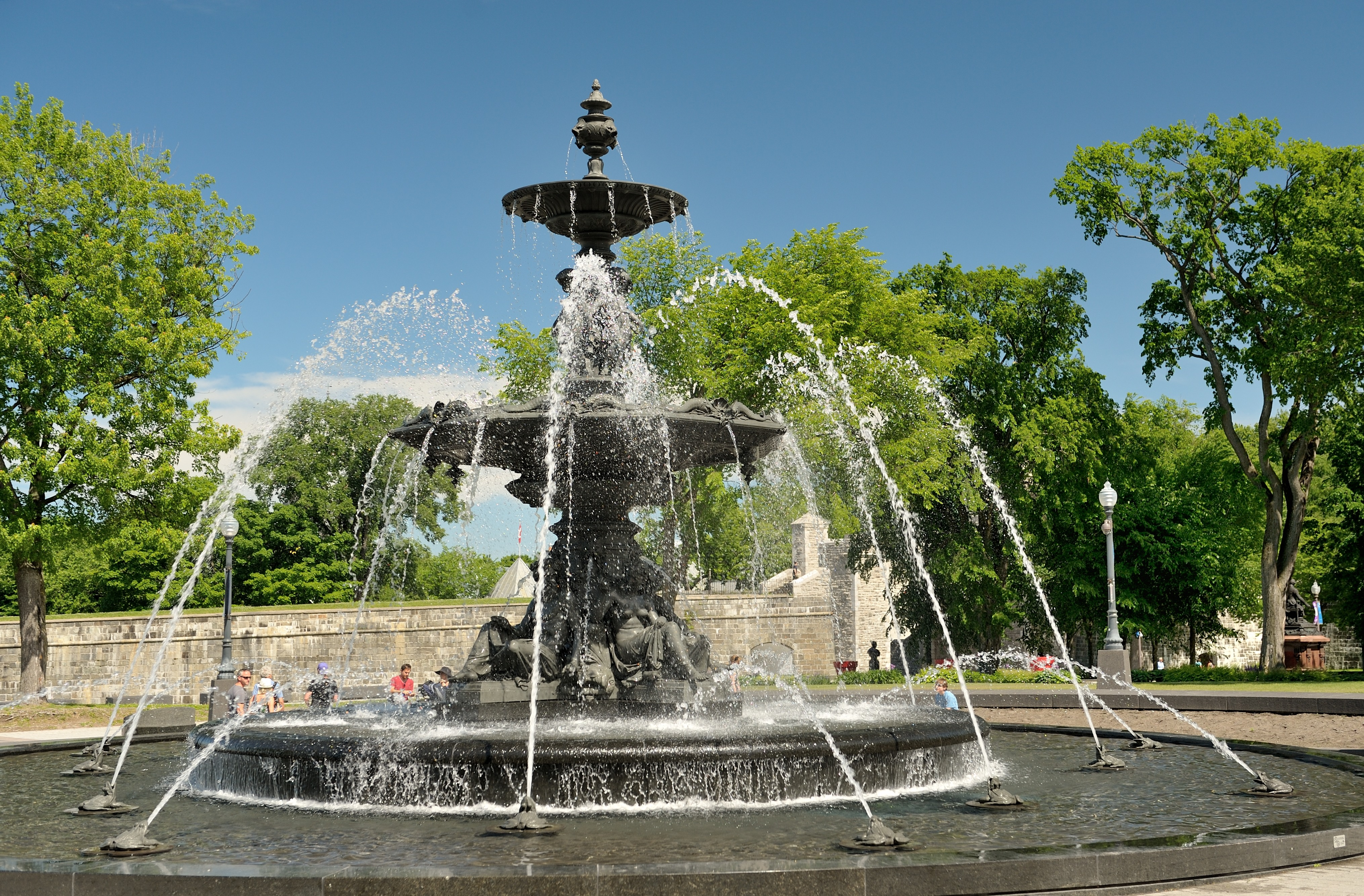
Fontaine de Tourny

Die Fontaine de Tourny ist ein Springbrunnen in der kanadischen Stadt Québec. Er steht an der Avenue Honoré-Mercier, im Kreisverkehr vor dem Hôtel du Parlement du Québec (Parlamentsgebäude). Der Brunnen stand ursprünglich in der Partnerstadt Bordeaux, wurde als Geschenk zur 400-Jahr-Feier Québecs hierher gebracht und am 3. Juli 2007 eingeweiht.

## Geschichte
Der in Québec installierte Brunnen stammt ursprünglich aus dem französischen Bordeaux. Er ist einer von zwei identischen Brunnen, die von Bordeaux’ Bürgermeister aus Anlass der Eröffnung der städtischen Wasserversorgung in Auftrag gegeben worden waren. Sie standen an jeweils einem Ende der von Louis-Urbain-Aubert de Tourny gestalteten Allées de Tourny (daher der Name). Das Modell der Brunnen und der Skulpturen sind ein Werk des Bildhauers Mathurin Moreau, die Ausführung der Skulpturen und der Ornamente oblag Michel Joseph Napoléon Liénard. Sie stehen im Katalog der Kunstgießerei Barbezat aus Val d’Osne, wo sie 1854 hergestellt worden waren und wurden an der Weltausstellung 1855 in Paris mit einer Goldmedaille ausgezeichnet. Weltweit gibt es rund 15 Modelle.
1857 stellte die Stadt Bordeaux die beiden Brunnen auf. Aufgrund erhöhter Unterhaltskosten wurden sie 1960 abmontiert. 2003 erwarb die in Québec ansässige Modehandelskette La Maison Simons einen der Brunnen, ließ ihn restaurieren und machte ihn der Stadt Québec zum Geschenk für die bevorstehende 400-Jahr-Feier. Der Kauf und die Restaurierung kosteten das Unternehmen vier Millionen kanadische Dollar, während die Stadt und die Nationale Hauptstadtkommission die Installationskosten in der Höhe von zwei Millionen Dollar trugen. Die offizielle Einweihung erfolgte am 3. Juli 2007. Der andere Brunnen aus den Allées de Tourny steht in Soulac-sur-Mer im französischen Département Gironde und ist in einem schlechten Zustand.

## Beschreibung
Der Brunnen besteht aus mehreren runden Becken, überragt von einem zentralen Brunnenstock. Die Wasserstrahlen von der Basis werden aus Mündern von steinernen Fröschen gespritzt und sind auf die nächste Ebene gerichtet. Weitere Wasserstrahlen entspringen von den höheren Ebenen und fallen in das darunter liegende Becken.
Die Höhe der Brunnenanlage beträgt sieben Meter, der Umfang vier Meter. Insgesamt gibt es 43 Wasserstrahlen. Verziert wird der Brunnen durch verschiedene Figuren. Oben sind es vier Kinder, die sich an den Händen halten, unten sind es zwei Männer- (Neptun und Akis) und zwei Frauengestalten (Amphitrite und Galateia).

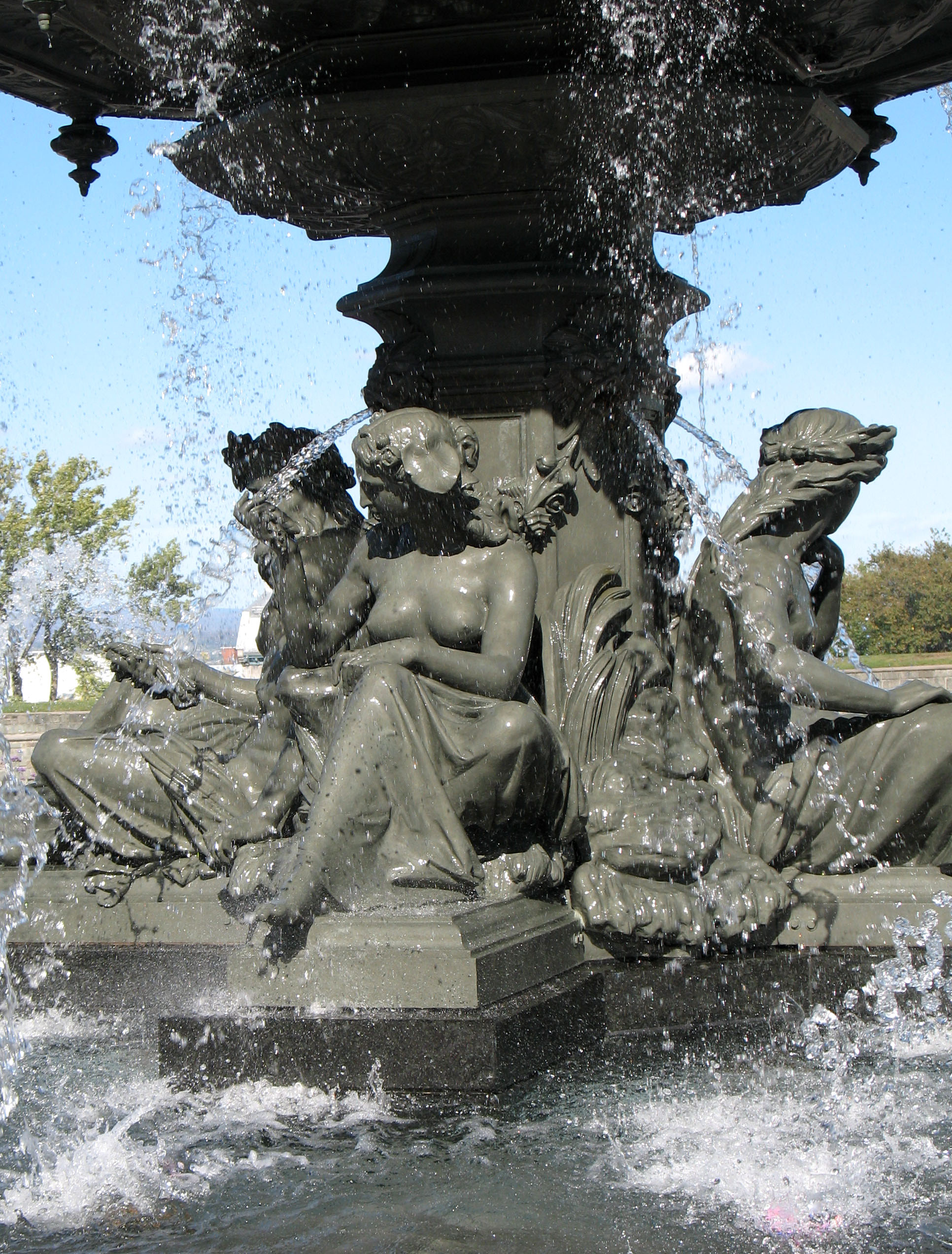
Brunnenfiguren

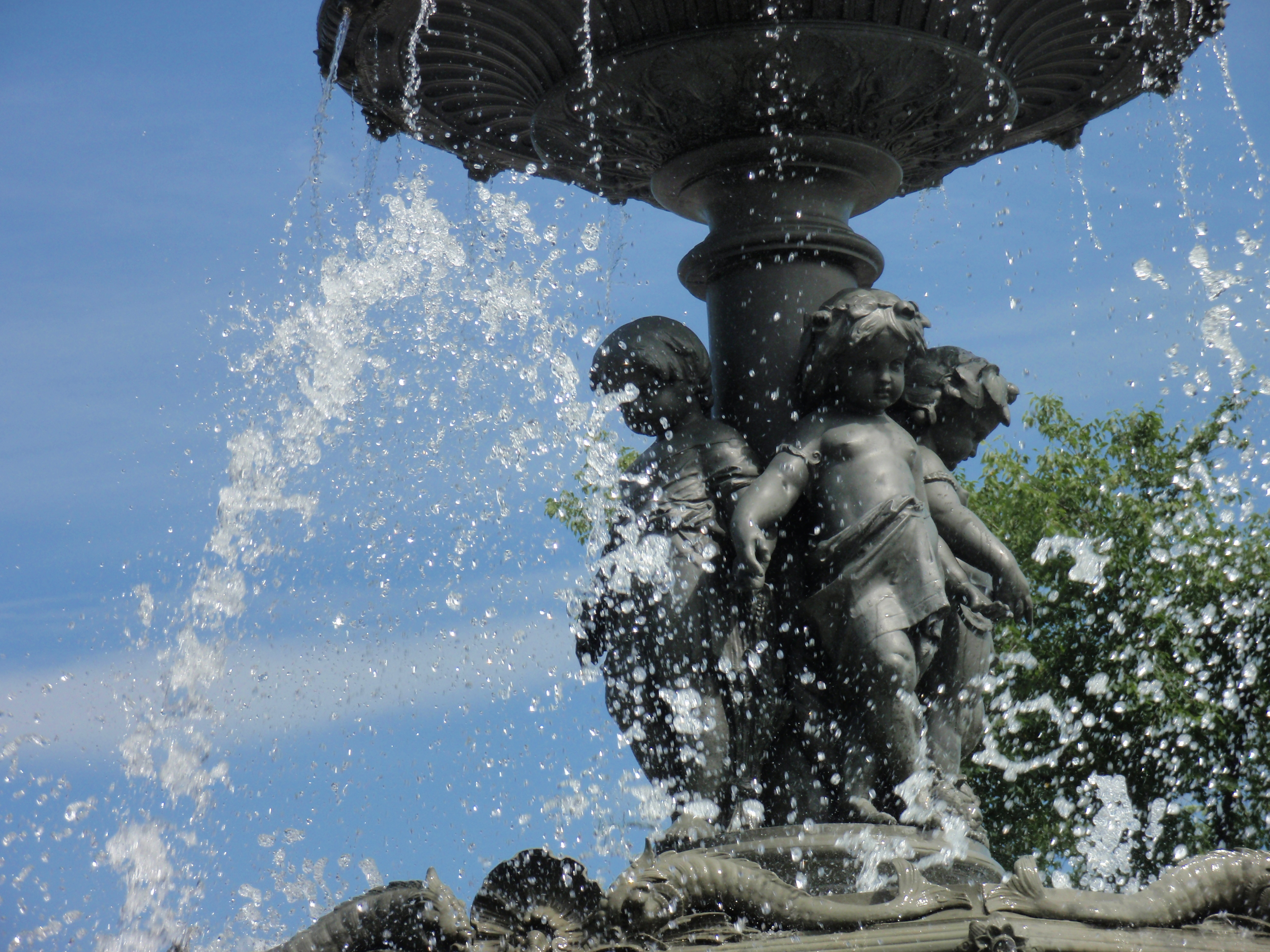
Kinder
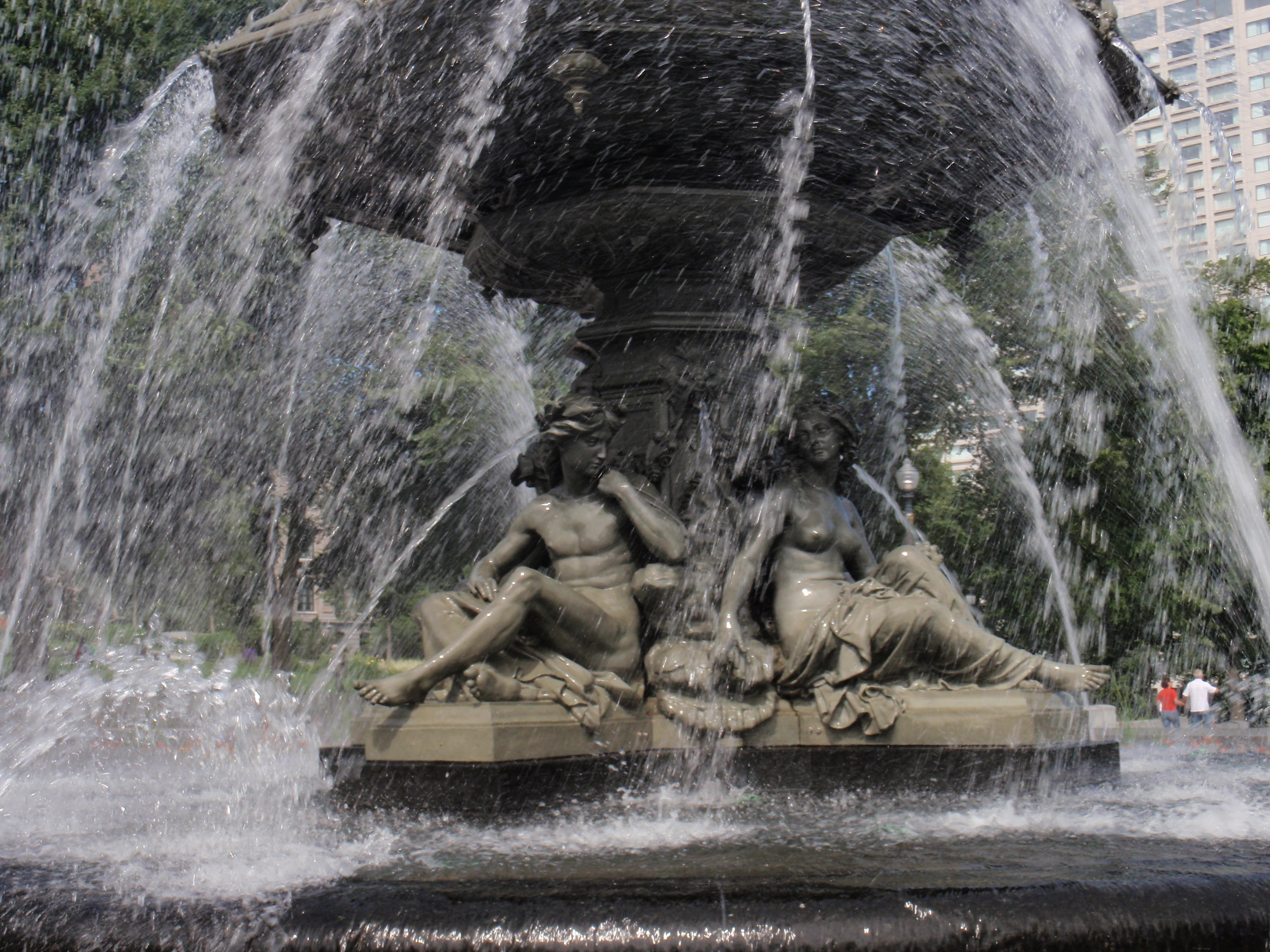
Akis und Galateia
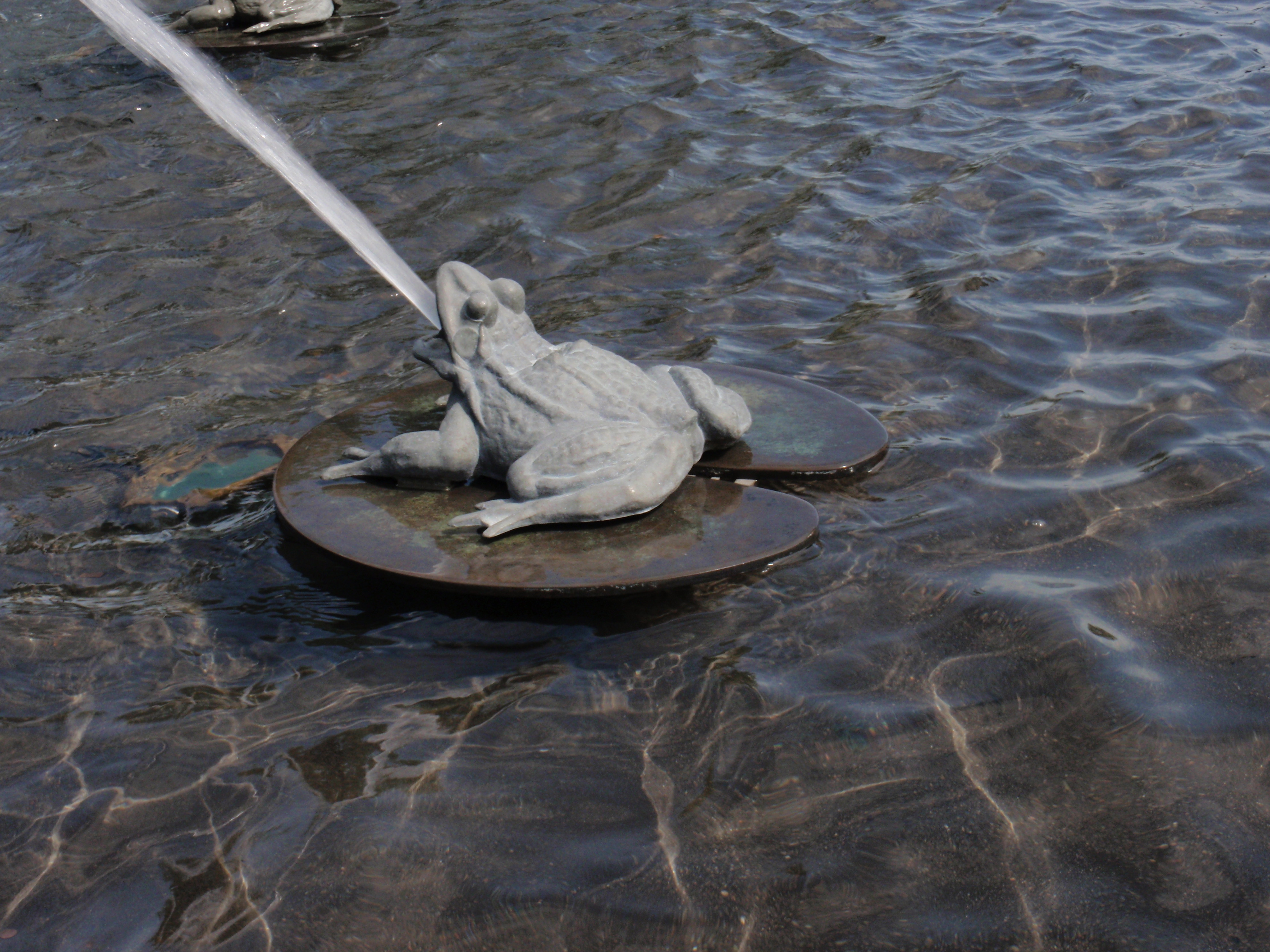
Frosch
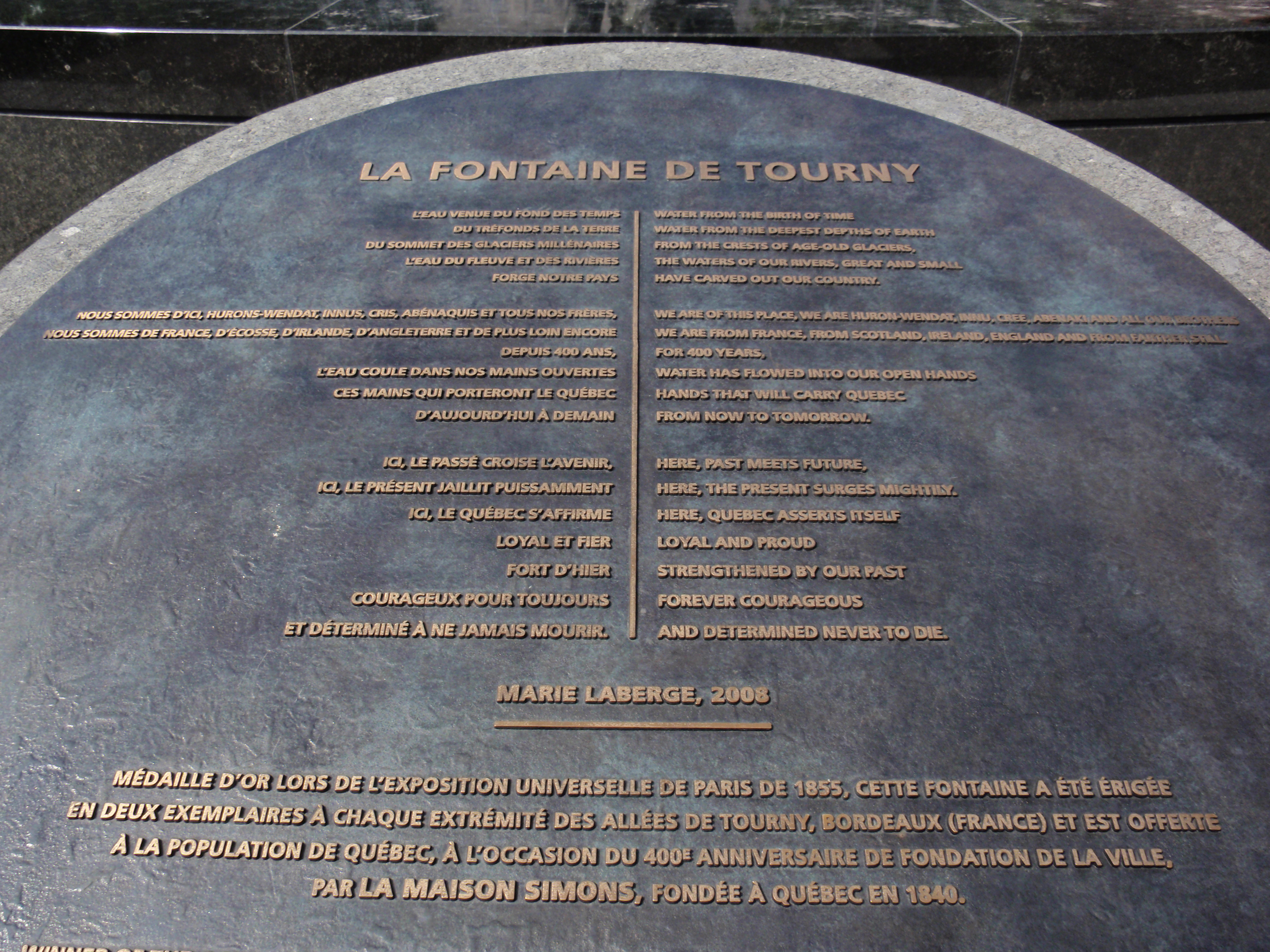
Gedicht von Marie Laberge